# Veliki Preslav
Veliki Preslav (bugarska ćirilica: Велики Преслав), do 1993. godine Preslav (bugarska ćirilica: Преслав) gradić je u istočnoj Bugarskoj. Središte je istoimene opčine. Veliki Preslav udaljen je 16 kilometara od Šumena. Veliki Preslav 2015. je godine imao 7345 stanovnika. Veliki Preslav nalazi se na nadmorskoj visini od 134 metara. Najpoznatiji je po tome što je bio glavni grad Prvoga Bugarskoga Carstva od 893. do 968. ili 972. godine.

## Povijest
Ime Preslav slavenskoga je podrijetla. Mjesto su najvjerojatnije osnovali Slaveni. Početkom 9 stoljeća dolazi do njegovoga utvrđivanja. Bliskost Preslava Pliski, tadašnjeme glavnome gradu Prvoga Bugarskoga Carstva, omogućila je brz rast i razvoj Preslava tijekom vladavina bugarskih kanova Kruma i Omurtaga. Do krunjenja kana Borisa I. 952. godine, Preslav se pretvorio u važno strateško vojno središte te je bio sjedište Ičigrua Bojlaa. Sagrađen je niz crkava nakon pokrštavanja Bugara 864. godine. Poganska pobuna u Pliski predvođena Vladimirom Bugarskim 892. godine znatno je utjecala na daljnju povijest Preslava. Godine 893. Vladimir Bugarski svrgnut je s prijestolja te je Boris I. Preslavskime narodnime saborom imenovao Simeona I. za svojega nasljednika. Također je odlučeno da će Preslav zamijeniti donekle pogansku Plisku na položaju glavnoga grada Prvoga Bugarskoga Carstva. Tijekom narednih 80 godina, Preslav se značajno razvio. Time je Preslav prestao biti samo središte bugarske politike i diplomacije, već i središte slavenske kulture, književnosti i umjetnosti. Jedan je kroničar zabilježio da je Simeonu I. trebalo 28 godina da izgradi novi glavni grad. Međutim, arheološka su iskapanja dokazala da se grad nastavio razvijati tijekom 930-ih i 940-ih te je dostigao svoj vrhunac tijekom vladavine Petra I. Bugarskoga.
Preslav je svojom planskom izgradnjom, vitalnom ekonomijom, veličanstvenima građevinama, poput Okrugle crkve i vladarske palače, bio među najvažnijima gradovima Zapadne polutke. Preslav je bio središte Preslavske književne škole utemeljene u Pliski 866. godine. Preslav je postao njeno središte 893. godine kada je premještena u Preslav s ostatkom bugarskoga dvora. Pripadnici Preslavske književne škole koji su djelovali u Preslavu uključuju Joana Egzarha, Konstantina Preslavskoga, Crnorisca Hrabroga i dr. Ćirilicu su najvjerojatnije razvili pripadnici Preslavske književne škole u 10. stoljeću. Grad je također imao velike keramičke radionice koje su proizvodile keramičke umjetnine, glazirane pločice, keramičke ikone i ikonostase. 
Bogatstvo grada doživjelo je izraziti pad tijekom 960-ih kada ga je okupirao kijevski knez Svjatoslav I. U to je vrijeme izbio rat između Bizantskoga Carstva i Kijevske Rusi. Vojska bizantskoga cara Ivana I. Cimiska opustošila je i spalila grad. Bizantska vojska oduzela je riznicu, regalije bugarskoga cara i veliki dio Simeonove knjižnice. Unatoč tome, grad u narednih tri stoljeća nije izgubio značaj, no gradska okolica i veliki samostani su napušteni te je ekonomija izgubila svoju vitalnost i značaj. Grad je od tada bio dio Bizantskoga Carstva te se zvao Joanupolis. Grad je prestao biti dio Bizantskoga Carstva nastankom Drugoga Bugarskoga Carstva.        
Preslav je u bugarskog politici povratio dio svojega značaja tijekom prvih godina zajedničke vladavine osnivača Drugoga Bugarskoga Carstva, Petra II. i Ivana Asena I. Čini se da je Ivan Asen I. vladao u Trnovgradu (danas Veliko Trnovo), u središtu pobune, dok je njegov brat i suvladar Petar II., vladao u Preslavu jer je Preslav bio simbol Bugarske. Zbog strateške prednosti Trnovgrada, Preslav je počeo gubiti značaj te je Trnovgrad postao jedino vladarsko središte Drugoga Bugarskoga Carstva. Grad je teško stradao tijekom mongolskih upada 1242. godine. Mongolske provale tijekom 1270-ih otjerale su preostale građane Preslava, uključujući gradskoga prototronskoga biskupa. Neke preživjele izbjeglice osnovale su istoimeno selo udaljeno dva kilometra sjeverno od utvrde. Današnji grad Veliki Preslav nalazi se na mjestu toga sela.
To je selo bilo u sastavu Drugoga Bugarskoga Carstva sve do 1393. godine kada dolazi do osmanskoga osvajanja Drugoga Bugarskoga Carstva. Selo time mijenja naziv u Eski Stambolluk (Bugarska ćirilica: Ески Истанболлук), doslovno prevedeno s turskoga: Star Istanbul. To je ime selo nosilo do 1878. godine kada dolazi do nastanka Kneževine Bugarske Sanstefanskime mirom. Te godine selo mijenja naziv u Preslav. Godine 1883. Preslav je dobio status gradića. To ime gradić je imao do 1993. godine kada mu je ime promijenjeno u Veliki Preslav.

## Stanovništvo
| 1946.                                                                         | 1956. | 1965. | 1975.  | 1985.  | 1992. | 2001. | 2005. | 2007. | 2009. | 2010. | 2015. |
| ----------------------------------------------------------------------------- | ----- | ----- | ------ | ------ | ----- | ----- | ----- | ----- | ----- | ----- | ----- |
| 4127                                                                          | 5499  | 8143  | 11.298 | 10.865 | 9969  | 9328  | 9265  | 9120  | 8951  | 8886  | 7345  |
| Национален статистически институт, „Citypopulation.de“, „Pop-stat.mashke.org“ |       |       |        |        |       |       |       |       |       |       |       |

### Etnički sastav
Etnički sastav Velikoga Preslava prema popisu stanovništva iz 2011. godine.
|                 | Численост | Дял (в %) |
| Sveukupno       | 7694      | 100       |
| Bugari          | 5190      | 67,45     |
| Turci           | 1004      | 13,04     |
| Romi            | 593       | 7,7       |
| Ostali          | 31        | 0,4       |
| Neopredijeljeni | 58        | 0,75      |
| Nisu odgovorili | 818       | 10,63     |

## Gradski partneri
- Celle di Bulgheria, Italija

## Poznate osobe
Slijedi popis osoba koje su rođene ili živjele u Velikome Preslavu. Kod vladara stoje godine njegovih vladavina.
- Simeon I. Veliki (893. – 927.) – knez i car Prvoga Bugarskoga Carstva
- Petar I. Bugarski (927. – 969.) – car Prvoga Bugarskoga Carstva
- Boris II. Bugarski (969. – 977.) – car Prvoga Bugarskoga Carstva
- Roman Bugarski (977. – 997.) – car Prvoga Bugarskoga Carstva
- Samuilo (997. – 1014.) – car Prvoga Bugarskoga Carstva
- Gavril Radomir (1014. – 1015.) – car Prvoga Bugarskoga Carstva
- Ivan Vladislav (1015. – 1018.) – car Prvoga Bugarskoga Carstva
- Presijan II. (1018.) – car Prvoga Bugarskoga Carstva
- Petar Deljan (1040. – 1041.) – vođa protubizantskoga ustanka, proglašen carem.
- Konstantin Bodin (1082. – 1099.) – dukljanski kralj, vođa protubizantskoga ustanka, proglašen carem.
- Sveti Naum Ohridski Čudotvorac (c. 830. – 910.) – svetac
- Joan Egzarh – pisac
- Konstantin Preslavski – pisac
- Crnorizac Hrabar – pisac

## Galerija
- Keramička ikona svetoga Teodora iz Herakleje, Preslav, oko 900., Nacionalni arheološki muzej u Sofiji
- Ulaz u Okruglu crkvu
- Ilustracija iz kronike Pregled povijesti koja prikazuje bizantski napad na Preslav.

## Vanjske poveznice
- Službena web stranica općine Veliki Preslav
- Veliki Preslav Hrvatska enciklopedija